# Yonten Gyatso
Yoten Gyatso foi o 4º Dalai-lama do Tibete. Viveu entre 1589 e 1616.